# Liste des sites Natura 2000 de la Seine-Saint-Denis

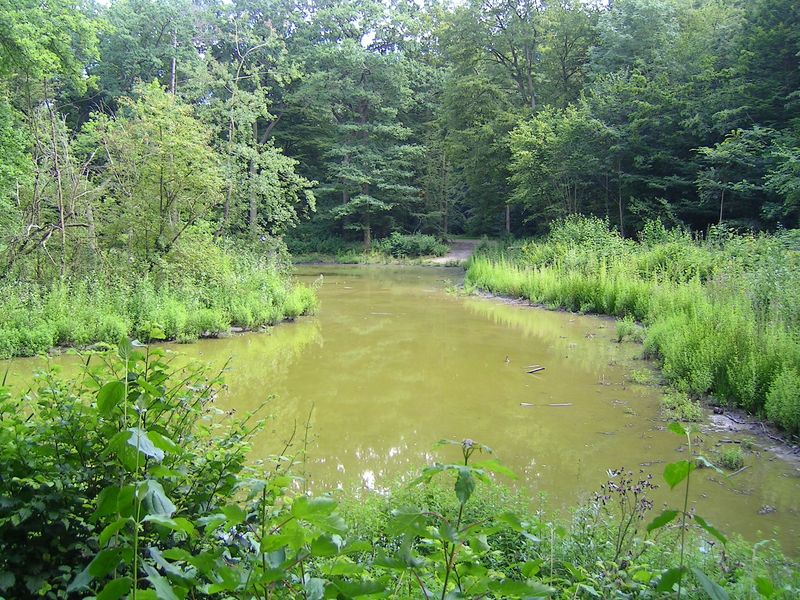
Étang dans le parc de la poudrerie nationale de Sevran-Livry.

La Seine-Saint-Denis constitue l'un des seuls site Natura 2000 français en milieu urbain.

## Liste des sites
Localisé dans un territoire densément urbanisé et industrialisé, il prend en compte une dimension nouvelle : « la biodiversité urbaine ». Ce site est constitué de 14 parcs et forêts et couvre en partie 19 communes : 
1. Parc départemental de la Courneuve,
2. Parc départemental de l'Île-Saint-Denis,
3. Parc départemental du Sausset,
4. Bois de la Tussion,
5. Parc départemental de la Fosse Maussoin à Clichy-sous-Bois,
6. Parc départemental Jean Moulin les Guilands,
7. Parc départemental de la Haute-Île à Neuilly-sur-Marne
8. Promenade de la Dhuis,
9. Plateau d'Avron,
10. Parc des Beaumonts à Montreuil,
11. Bois de Bernouille à Coubron,
12. Forêt de Bondy,
13. Parc forestier de la poudrerie nationale de Sevran-Livry,
14. Bois des Ormes.

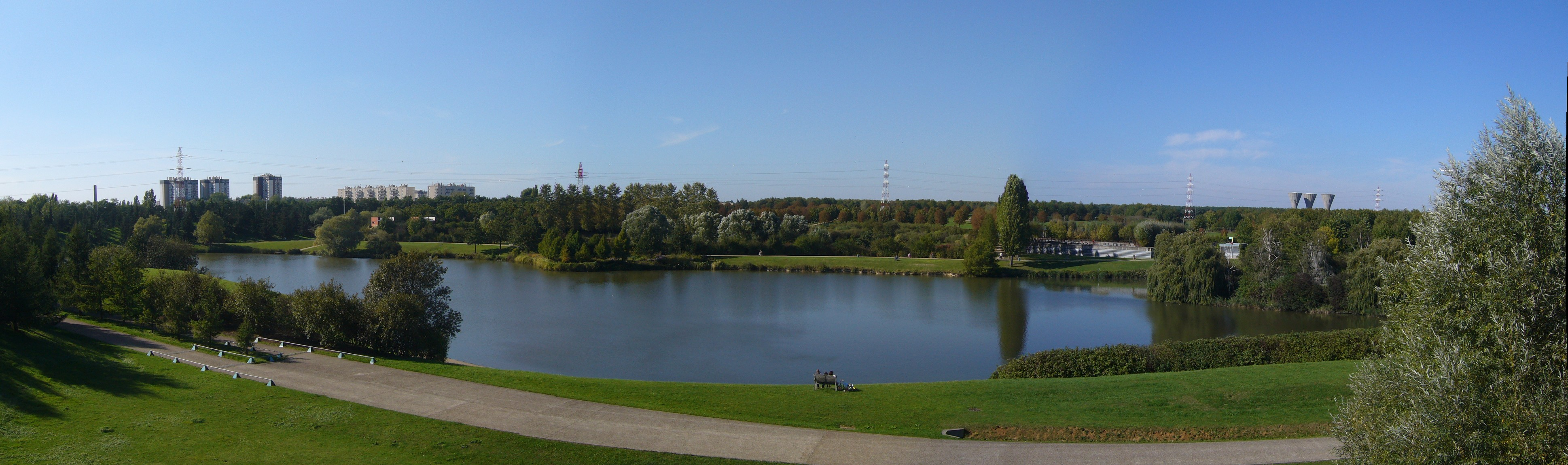
Le parc départemental du Sausset.

Ce site départemental constitue une Zone de protection spéciale depuis avril 2006

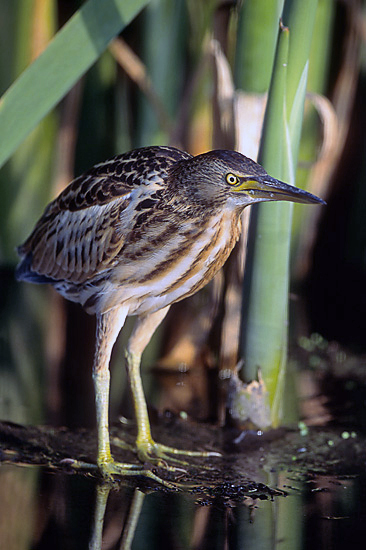
Le Blongios nain est la fierté du parc départemental de la Courneuve.

Vingt-et-une espèces d'oiseaux listées dans l’annexe I de la Directive oiseaux (c’est-à-dire les espèces les plus menacées d’extinction) fréquentent de façon plus ou moins régulière les parcs et forêt de la Seine-Saint-Denis.
Parmi ces espèces menacées, on peut signaler la présence des espèces suivantes : 
- Blongios nain (Ixobrychus minutus) (zone de reproduction).
- Bondrée apivore (Pernis apivorus) (zone de reproduction).
- Busard cendré (Circus pygargus) (étape migratoire).
- Busard Saint-Martin (Circus cyaneus) (Hivernage).
- Butor étoilé (Botaurus stellaris) (zone d'hivernage et étape migratoire).
- Gorge-bleue à miroir (Luscinia svecica)(étape migratoire).
- Hibou des marais (Asio flammeus) (zone d'hivernage et étape migratoire).
- Martin-pêcheur d'Europe (Alcedo atthis) (espèce résidente).
- Pic noir (Dryocopus martius)(espèce résidente).
- Pie-grièche écorcheur (Lanius collurio) (étape migratoire).